# اوریبه نییکاوا
اوریبه نییکاوا (انگلیسی: Oribe Niikawa؛ زادهٔ ۱۶ ژوئیهٔ ۱۹۸۸) بازیکن فوتبال اهل ژاپن است.
از باشگاه‌هایی که در آن بازی کرده‌است می‌توان به باشگاه فوتبال ناگویا گرامپوس اشاره کرد.